# 河和站
河和站（日语：／ Kōwa eki */?）是位於愛知縣知多郡美濱町，屬於名古屋鐵道（名鐵）的河和線車站。車站編號為KC19。本站為河和線的終點站，也是美濱町的代表車站。

## 歷史
- 1935年（昭和10年）8月1日 - 知多鐵道（日语：知多鉄道）此站至河和口站之間開業，此站啟用。
- 1943年（昭和18年）2月1日 - 知多鐵道合併至名古屋鐵道。
- 1979年（昭和54年）4月7日 - 車站大廈（名鐵商店河和店）落成，改建成為綜合站[2]。
- 1987年（昭和62年）5月 - 設置自動閘機[3]。
- 2006年（平成18年）7月14日 - 車站可以使用交通儲值卡「Trans Pass（日语：トランパス (交通プリペイドカード)）」。
- 2008年（平成20年）3月20日 - 車站大廈重建，成為PareMarche（日语：パレマルシェ）河和。
- 2011年（平成23年）2月11日 - 車站可以使用「manaca」IC卡。
- 2012年（平成24年）2月29日 - 車站不可使用交通儲值卡「Trans Pass」。

## 車站構造
本站為地面車站，設有2面4線的港灣式月台。此站為全日都有車站職員當值的有人車站。在名古屋一方設有1條引上線。在河和站至河和口站之間為單線鐵路。站內設有可供輪椅人士的多功能廁所。在自動閘機前設有各月台的LED式列車資訊牌（設有3行資訊）。
| 月台  | 路線   | 方向                   |
| ----- | ------ | ---------------------- |
| 1 - 4 | 河和線 | 太田川、名鐵名古屋方向 |

在日間出發月台中，特急和普通列車使用2號月台，等待折返時間長的急行列車使用3號月台。另外根據時段會使用1或4號月台出發。
- 月台 (2023年7月)
- 曾經設置的機械翻頁顯示式列車資訊牌

### 配線圖
| ← 太田川、 名古屋方向 | 河和口站及河和站 站內配線略圖 |  |
| 图例 参考文献：       |                               |  |

## 使用狀況
- 在中提及在2013年度，當時1日平均上下車人次為4,744人，在名鐵所有車站（275站）排名第88，河和線、知多新線（24站）中排名第10[6]。
- 在中提及在1992年度，當時1日平均上下車人次為6,144人，除岐阜市內線均一車費區間內各站（岐阜市內線、田神線、美濃町線徹明町站至琴塚站之間）外名鐵所有車站（342站）中排名第69，河和線、知多新線（26站）中排名第7[7]。
- 在中提及，在2018年度1日平均乘車人次為2,171人[1]。

使用車站的乘客多為從美濱町、南知多町前往通勤或上學。另外此站可轉乘往篠島或日間賀島方向的高速船，使乘客也包括來自名古屋方向的觀光客。

## 車站周邊
- PareMarche（日语：パレマルシェ）河和店（車站大廈，前名鐵商店）
- 國道247號（日语：国道247号）（師崎街道）
- 河和郵局
- 知多信用金庫（日语：知多信用金庫）
- JA愛知知多（日语：あいち知多農業協同組合）Green Center美濱
- 美濱町政廳
- 戶塚遊艇學校（日语：戸塚ヨットスクール）
- 河和港（日语：河和港）高速船碼頭
- 大創百貨Palais Marche河和店
- 學研CAI學校河和站前校
- 山王學院河和校
- Sugi藥局（日语：スギドラッグ）河和店
- 名鐵知多巴士旅行河和營業所

## 巴士路線
- 知多乘合（日语：知多乗合）
  - 師崎線：河和站 - 矢梨 - 大井 - 師崎港（日语：師崎港）
- 南知多町營巴士「海子巴士（日语：海っ子バス）」（知多乘合廢止後的替代路線）
  - 西海岸線： 河和站 - 内海高校（日语：愛知県立内海高等学校）前 - [[內海站 (愛知縣)|內海站}} - 山海 - 豐濱(魚花園) - 師崎港
  - 豐濱線：河和站 - 矢梨 - 南知多町珍廳前 - 豐濱(魚花園) - 師崎港
- 蝦餅乾之里、Maruha食堂旅館免費接送巴士
- 名鐵海上觀光船（日语：名鉄海上観光船）河和港（日语：河和港）免費接送巴士
- 美濱町營巴士（巡回迷你巴士「行巴士自然號」）
  - 在河和站前設有一日數班，也可前往美濱町政廳巴士站乘坐。可前往布土站遺址附近。

## 相鄰車站
名古屋鐵道
 河和線
■特急、□快速急行、■急行、■準急、■普通（以上各類別在知多武豐站前各站停車）
河和口（KC18）－河和（KC19）
在此站與河和口站之間曾設有時志站，現已廢止。

## 注腳
1. 1 2   (PDF).   [2020-03-15]. （原始内容存档 (PDF)于2019-09-27）.
2. ↑  名古屋鐵道廣報宣傳部（編）. . 名古屋鐵道. 1994: 1044.
3. ↑  名古屋鐵道廣報宣傳部（編）. . 名古屋鐵道. 1994: 570.
4. ↑  駅時刻表：名古屋鉄道・名鉄バス （页面存档备份，存于），2019年3月24日參閲
5. ↑  電氣車研究會，『鐵道畫刊』通卷第816號 2009年3月 臨時特刊號 「特集 - 名古屋鉄道」，卷末收錄「名古屋鐵道 配線略圖」
6. ↑  名鐵120年史編纂委員會事務局（編）. . 名古屋鐵道. 2014: 160–162.
7. ↑  名古屋鐵道廣報宣傳部（編）. . 名古屋鐵道. 1994: 651–653.

## 外部連結
- 河和 - 名古屋鐵道
- 知多乘合株式會社 （页面存档备份，存于）（日語）
- 名鐵海上觀光船 （页面存档备份，存于）（日語）
- Palais Marche河和 （页面存档备份，存于）（日語）